# Sylvia Hoffman
Sylvia Hoffman (Filadelfia, 29 de junio de 1989) es una deportista estadounidense que compite en bobsleigh. Participó en los Juegos Olímpicos de Pekín 2022, obteniendo una medalla de bronce en la prueba doble (junto con Elana Meyers Taylor).

## Palmarés internacional
| Juegos Olímpicos | Juegos Olímpicos | Juegos Olímpicos  | Juegos Olímpicos |
| Año              | Lugar            | Medalla           | Prueba           |
| ---------------- | ---------------- | ----------------- | ---------------- |
| 2022             | Pekín (China)    | Medalla de bronce | Doble            |